# 茨維托瓦 (卡盧什區)

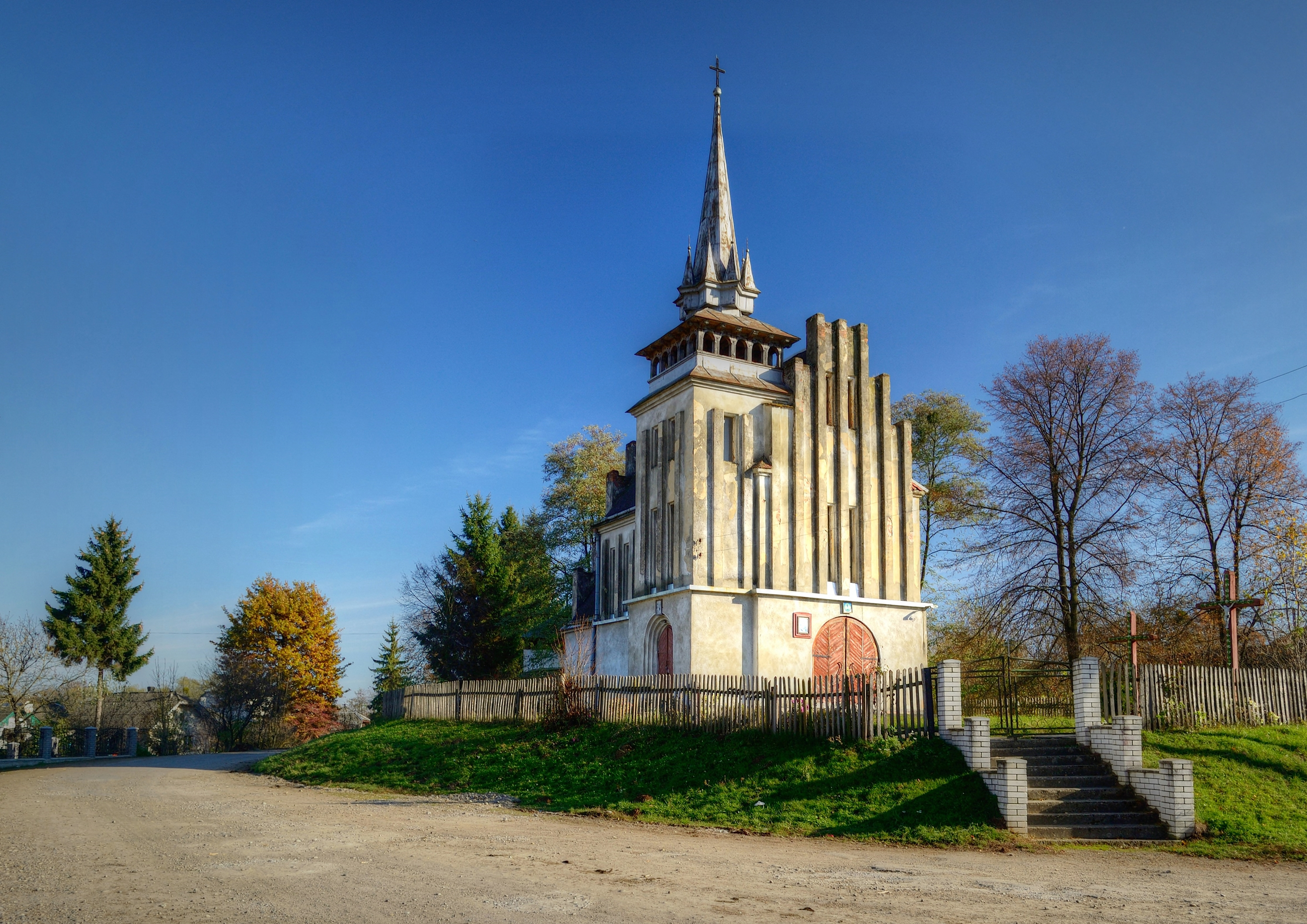

茨維托瓦（烏克蘭語：Цвітова），是烏克蘭的村落，位於該國西部伊萬諾-弗蘭科夫斯克州，由卡盧什區負責管轄，面積8.13平方公里，2001年人口453，人口密度每平方公里55.7人。
49°12′52″N 24°27′33″E / 49.21444°N 24.45917°E